# Megafukia gigas
Megafukia gigas är en insektsart som först beskrevs av Kato 1933.  Megafukia gigas ingår i släktet Megafukia och familjen spottstritar. Inga underarter finns listade i Catalogue of Life.